# Barbus anoplus
Barbus anoplus е вид лъчеперка от семейство Шаранови (Cyprinidae). Видът не е застрашен от изчезване.

## Разпространение и местообитание
Разпространен е в Южна Африка (Източен Кейп и Квазулу-Натал).
Обитава сладководни и полусолени басейни, крайбрежия, реки и потоци. Среща се на дълбочина около 1 m.

## Описание
На дължина достигат до 12 cm.
Продължителността им на живот е не повече от 2 години.